# سیارک ۱۸۰۷۳۹
سیارک ۱۸۰۷۳۹ (به انگلیسی: 180739 Barbet، نامگذاری:2004KX7) صد و هشتاد هزار و هفتصد و سی و نهمین سیارک کشف شده‌است که در ۱۹ مه ۲۰۰۴ کشف شد.